# Tautra
Tautra – wyspa na Trondheimsfjordzie w Norwegii, na północ od Trondheim. Administracyjnie należy do gminy Frosta w okręgu Nord-Trøndelag. Wyspa ma około 3,5 km długości i 1 km szerokości, jej powierzchnia wynosi 1,5 km². W 2001 roku zamieszkana przez około 50 osób. Wyspa połączona jest ze stałym lądem 2,5-kilometrową groblą komunikacyjną. Pierwsza powstała w 1979 roku, jednak ze względów ekologicznych została przebudowana w 2003 roku tak, by umożliwić przepływ pomiędzy wyspą a lądem.
Tautra znana jest głównie z ruin cysterskiego opactwa, założonego 25 marca 1207 roku. Z uwagi na wyższy wówczas o 5 metrów poziom wody, Tautra była dwiema wyspami. Opactwo kontynuowało swoją działalność do czasów reformacji. W 1531 zostało sprzedane Nilsowi Lykke, a 6 lat później stało się własnością korony. W 2003 roku królowa Sonja położyła kamień węgielny pod budowę nowego klasztoru, obecnie zamieszkałego przez siedem cysterek z klasztoru w Dubuque.
Duża część wyspy oraz otaczających ją wód jest obszarem chronionym na mocy konwencji ramsarskiej z uwagi na bogatą faunę ptaków. Powierzchnia obszaru chronionego wynosi 20,54 km², został on utworzony 14 grudnia 1984 roku.